# Archie Robertson
Arthur James "Archie" Robertson (nacido el 19 de abril de 1879 en Sheffield – 18 de abril de 1957, Peterborough, Cambridgeshire) fue un atleta británico. Robertson ganó la medalla de oro en los Juegos Olímpicos de Londres 1908. Con William Coales y Joseph Deakin ganó la medalla de oro en la carrera cuya distancia es de 3 km (4 828 metros) por equipos. La carrera de obstáculos de 3.200 metros terminó en segundo lugar detrás de su compatriota Arthur Russell y a 8 km, obtuvo el quinto lugar.